# Gestaçô
Gestaçô es una freguesia portuguesa del concelho de Baião, con 14,08 km² de superficie y 1.417 habitantes (2001). Su densidad de población es de 100,6 hab/km².